# Хикмат аль-Хиджри
Хикмат Салман аль-Хиджри (араб. حكمت سلمان الهجري; род. 9 июня, 1965, Венесуэла) — духовный лидер сирийских друзов и видный религиозный и общественный деятель в мухафазе Эс-Сувайда.

## Биография
Хикмат Салман аль-Хиджри родился 9 июня 1965 года в Венесуэле. Но позже он вернулся в Сирию, чтобы получить начальное и среднее образование. В 1985 году он поступил в Дамасский университет на юридический факультет и окончил его в 1990 году.
В 2012 году Хикмат сменил своего брата Ахмеда на посту духовного лидера сирийских друзов из-за гибели Ахмеда в автокатастрофе. Эта должность передавалась по наследству в семье с XIX века. Правление Хикмата привело к расколу в религиозном руководстве друзов. Одна фракция находилась под его контролем в Канавате. Другая фракция находилась в районе Айн-эз-Заман, и была под руководством шейхов Хаммуда аль-Хиннави и Юсефа Джарбу.
Изначально Хикмат был известен своей поддержкой правительства Башара Асада, что привело к падению его популярности в друзской общине. С началом Гражданской войны в Сирии он столкнулся с давлением, вынуждающим его занять чёткую позицию против баасистского режима, особенно после того, как силы безопасности начали убивать протестующих. 25 января 2021 года глава военной разведки мухафазы Даръа Луай аль-Али оскорбил Хикмата во время телефонного разговора по поводу задержанного гражданина в Эс-Сувайде. Инцидент вызвал широкое возмущение и протесты в регионе.
На секретной встрече с российской военной делегацией в апреле того же года Хикмат отверг дальнейшее пребывание Башара у власти.
После падения режима Асада Хикмат призвал к всеобъемлющему национальному диалогу под международным контролем для создания переходного правительства, представляющего все слои сирийского общества. В телевизионном интервью, вышедшем в эфир в январе 2025 года, Хикмат подчеркнул, что «ещё слишком рано говорить о разоружении», считая этот вопрос «совершенно неприемлемым до тех пор, пока не будет сформировано новое государство и не будет написана новая конституция, гарантирующая права».
17 февраля 2025 года Хикмат выступил с заявлением, в котором подчеркнул единство Сирии как страны и народа, отверг сепаратизм и реинтергацию коррумпированных чиновников в государственные институты. Он призвал к созданию технократической гражданской администрации, свободной от этнических, религиозных или политических пристрастий, и предостерёг от потери национального направления после падения режима.
В марте 2025 года Хикмат выразил неоднозначную точку зрения на временного президента Сирии Ахмеда аш-Шараа. В заявлении, он отрицал какую-либо политическую связь с новым сирийским правительством, назвав его экстремистским и требующим международного правосудия. Он обвинил новое правительство в попытке посеять раздор в Эс-Сувайде путём назначения непопулярных фигур на должности представителей провинции. Он также отказался признать новую конституционную декларацию, назвав её «нелогичной».
В июле 2025 года, на фоне столкновений между друзами и бедуинами, Хикмат выступил с заявлением, в котором предупредил правительственные войска не вмешиваться в это. После того как они всё таки были развёрнуты, он призвал друзских ополченцев «сопротивлятся этой жестокой кампании всеми доступными средствами». Позже он призвал Дональда Трампа, Биньямина Нетаньяху, Мухаммеда Бин Салмана и Абдаллу II «Спасти Эс-Сувайду». 16 июля сирийское правительство объявило о прекращении огня, которое было согласовано с Религиозным управлением друзов. Однако Хикмат отверг это соглашение, заявив, что оно было провозглашено «вооружёнными бандами, ложно называющими себя правительством».